# يوسوكي تاناكا (لاعب كرة قدم مواليد أبريل 1986)
يوسوكي تاناكا (باليابانية: 田中 裕介) (مواليد 14 أبريل 1986)، هو لاعب كرة قدم ياباني سابق كان يلعب كمدافع.

## وصلات خارجية
- يوسوكي تاناكا (1986) على موقع رابطة كرة القدم اليابانية للمحترفين (اليابانية)
- يوسوكي تاناكا (1986) على موقع قاعدة بيانات كرة القدم.إي يو (الإنجليزية)
- يوسوكي تاناكا (1986) على موقع Soccerway.com (الإنجليزية)
- يوسوكي تاناكا (1986) على موقع عالم كرة القدم.نت (الإنجليزية)